# Edward Mannock
Edward Corringham Mannock, detto Mick (Ballincollig, 24 maggio 1887 – Lillers, 26 luglio 1918), è stato un aviatore britannico.
Pilota da caccia della Royal Flying Corps, poi della Royal Air Force, ricevette numerose decorazioni prima di essere abbattuto nel cielo di Lillers in uno scontro aereo. Con 73 abbattimenti accreditati Mannock detiene il primato del pilota britannico più vittorioso.
Dal 31 marzo 1917 era nel No. 40 Squadron di Aire vicino a Lens (Francia) sui Nieuport 17 e poi Nieuport 23 e poi comanda il No. 74 Squadron sui Royal Aircraft Factory S.E.5 e dal 5 luglio 1918 il No. 85 Squadron.
Le sue spoglie riposano nell'Arras Flying Services Memorial, parte del cimitero Faubourg-d'Amiens nella città di Arras.